# Caribou Lake (See nahe Marsh Lake)
Der Caribou Lake ist ein 51 ha großer See östlich des Marsh Lake, etwa 50 km südöstlich von Whitehorse, im Süden des kanadischen Territoriums Yukon. Der See befindet sich in den Stammesgebieten der Carcross/Tagish First Nation und der Kwanlin Dun First Nation.

## Lage
Der 820 m hoch gelegene Caribou Lake befindet sich etwa 3 km östlich vom Marsh Lake und des entlang dessen Ostufer verlaufenden Alaska Highway. Der Caribou Lake besitzt eine Längsausdehnung in Nord-Süd-Richtung von 1660 m sowie eine maximale Breite von etwa 500 m. Der See ist bis zu 21 m tief und hat eine mittlere Wassertiefe von 16,5 m. Der See wird an seinem nördlichen Ende über Caribou Creek und Greyling Creek zum Marsh Lake entwässert.

## Seefauna
Im See kommt eine gesunde Population kleinwüchsiger Exemplare des Amerikanischen Seesaiblings vor. Bei Untersuchungen in den Jahren 2011 und 2012 wurden im See keine Heringsmaränen gefangen.